# Gupapuyngu
Gupapuyngu är ett australiskt språk som talades av 450 personer år 1983. Gupapuyngu talas i Nordterritoriet. Gupapuyngu tillhör de pama-nyunganska språken.